# Neuer Deutscher Film
Neuer Deutscher Film, nebo Junger Deutscher Film, neboli nový německý film či německá nová vlna, je označení pro umělecký filmový styl, který se vyvinul mezi západoněmeckými filmaři v 60. letech 20. století. Konec německé nové vlny filmoví historici obvykle umisťují na začátek 80. let. Typickým pro nový německý film byl obrat k uměleckému a náročnějšímu filmu, či také k novým tématům, jako je homosexualita, feminismus apod. Hnutí mělo souvislosti s francouzskou novou vlnou a studentskými a levicovými nepokoji roku 1968. 
K nejznámějším režisérům, jejichž dílo je k tomuto směru řazeno, patří Wim Wenders, Werner Herzog, Volker Schlöndorff, Rainer Werner Fassbinder, Margarethe von Trotta nebo Wolfgang Petersen. Dále jsou to Alexander Kluge, Edgar Reitz, Hans-Jürgen Syberberg, Peter Fleischmann, Werner Schroeter, Harun Farocki, Ulli Lommel, Helma Sandersová-Brahmsová nebo Rosa von Praunheim. 
Za programový dokument hnutí bývá označován Oberhausenský manifest, který byl prvně prezentován 28. února 1962 během 8. západoněmeckého festivalu krátkých filmů Oberhausen, jenž bezprostředně reagoval na krach filmové společnosti UFA. Uvádělo se v něm: "Kolaps konvenčního německého filmu konečně odnímá ekonomickou půdu myšlení, které jsme odmítli. To dává šanci film oživit. [...] Starý film je mrtvý. Věříme v ten nový". Manifest podepsalo 26 filmařů, jejich mluvčím byl především Alexander Kluge. Filmaři hlásící se k Neuer Deutscher Film poté založili roku 1971 filmovou společnost Filmverlag der Autoren, která pak produkovala a distribuovala řadu filmů k tomuto hnutí patřících.